# 操師乞
操 師乞（そう しこつ、生年不詳 - 616年）は、隋末の民衆叛乱の指導者。操天成とも書かれる。

## 生涯
饒州鄱陽県の出身。
615年に挙兵して隋に叛いた。616年、自ら元興王を号し始興と建元して豫章郡に拠り林士弘を大将軍とした。
隋将の劉子翊による討伐を受け射殺された。